# Loxocera maculipennis
Loxocera maculipennis är en tvåvingeart som beskrevs av Friedrich Georg Hendel 1913. Loxocera maculipennis ingår i släktet Loxocera och familjen rotflugor.
Artens utbredningsområde är Taiwan. Inga underarter finns listade i Catalogue of Life.